# Ismaila Coulibaly
Ismaila Cheick Coulibaly (25 dicembre 2000) è un calciatore maliano, centrocampista del LASK.

## Carriera

### Club
Coulibaly ha iniziato ad allenarsi con i norvegesi del Sarpsborg 08 già ad agosto 2017. Il giocatore non poteva essere comunque tesserato prima del compimento del 18º anno di età. Si è allenato con il Sarpsborg 08 anche in vista della stagione 2018, nel ritiro organizzato a Marbella.
Il 14 gennaio 2019 ha firmato ufficialmente un contratto quadriennale con il nuovo club. Ha esordito in Eliteserien il 22 aprile successivo, subentrando a Jørgen Strand Larsen nel pareggio per 1-1 maturato sul campo del Bodø/Glimt. Il 5 luglio 2020 ha realizzato il primo gol nella massima divisione locale, nel successo per 0-3 arrivato in casa del Sandefjord.
Il 9 settembre 2020, lo Sheffield United ha ingaggiato Coulibaly dal Sarpsborg 08. La stessa formazione inglese, contestualmente all'annuncio del trasferimento, ha reso noto d'averlo ceduto in prestito triennale ai belgi del Beerschot VA.
Nel giugno 2022 fa ritorno allo Sheffield con un anno d'anticipo. Nella stagione 2022-2023 disputa una gara di Football League Championship e cinque di FA Cup. Inizia allo Sheffield anche l'annata seguente, venendo utilizzato solo ad agosto in una partita di EFL Cup fintanto che nell'inverno seguente è stato ceduto in prestito.
Il 2 febbraio 2024, infatti, gli svedesi dell'AIK lo rilevano in prestito fino al successivo 31 luglio. Durante questo periodo il centrocampista maliano colleziona dieci presenze in campionato e realizza due reti, entrambe siglate durante la vittoria casalinga per 6-2 sull'IFK Norrköping. Il 31 luglio, nell'ultimo giorno di prestito, la società svedese comunica che il giocatore avrebbe fatto ritorno allo Sheffield United nonostante la volontà di trattenerlo in rosa.
Nei mesi immediatamente seguenti ha disputato due gare di Coppa di Lega con lo Sheffield United, poi il 3 gennaio 2025 è stato ceduto a titolo definitivo agli austriaci del LASK con cui ha firmato un contratto fino al 31 maggio 2028.

### Nazionale
Coulibaly ha partecipato con il Mali under 20 alla Coppa delle Nazioni Africane 2017, manifestazione in cui ha disputato 2 partite.
Il 28 marzo 2023 esordisce con la nazionale maggiore nella sconfitta per 1-0 contro il Gambia.

## Statistiche

### Presenze e reti nei club
Statistiche aggiornate al 16 agosto 2020.
| Stagione            | Squadra             | Campionato          | Campionato | Campionato | Coppe nazionali | Coppe nazionali | Coppe nazionali | Coppe continentali | Coppe continentali | Coppe continentali | Altre coppe | Altre coppe | Altre coppe | Totale | Totale | Totale |
| Stagione            | Squadra             | Comp                | Pres       | Reti       | Comp            | Pres            | Reti            | Comp               | Pres               | Reti               | Comp        | Pres        | Reti        | Pres   | Reti   |        |
| ------------------- | ------------------- | ------------------- | ---------- | ---------- | --------------- | --------------- | --------------- | ------------------ | ------------------ | ------------------ | ----------- | ----------- | ----------- | ------ | ------ | ------ |
| 2019                | Sarpsborg 08        | ES                  | 13         | 0          | CN              | 1               | 0               | -                  | -                  | -                  | -           | -           | -           | 14     | 0      |        |
| gen.-set. 2020      | Sarpsborg 08        | ES                  | 14         | 4          | CN              | -               | -               | -                  | -                  | -                  | -           | -           | -           | 14     | 4      |        |
| Totale Sarpsborg 08 | Totale Sarpsborg 08 | Totale Sarpsborg 08 | 27         | 4          |                 | 1               | 0               |                    | -                  | -                  |             | -           | -           | 28     | 4      |        |
| set. 2020-2021      | Beerschot VA        | D1                  | 0          | 0          | CB              | 0               | 0               | -                  | -                  | -                  | -           | -           | -           | 0      | 0      |        |
| Totale carriera     | Totale carriera     | Totale carriera     | 27         | 4          |                 | 1               | 0               |                    | -                  | -                  |             | -           | -           | 28     | 4      |        |

### Cronologia presenze e reti in nazionale
| Cronologia completa delle presenze e delle reti in nazionale ― Mali | Cronologia completa delle presenze e delle reti in nazionale ― Mali | Cronologia completa delle presenze e delle reti in nazionale ― Mali | Cronologia completa delle presenze e delle reti in nazionale ― Mali | Cronologia completa delle presenze e delle reti in nazionale ― Mali | Cronologia completa delle presenze e delle reti in nazionale ― Mali | Cronologia completa delle presenze e delle reti in nazionale ― Mali | Cronologia completa delle presenze e delle reti in nazionale ― Mali |
| Data                                                                | Città                                                               | In casa                                                             | Risultato                                                           | Ospiti                                                              | Competizione                                                        | Reti                                                                | Note                                                                |
| ------------------------------------------------------------------- | ------------------------------------------------------------------- | ------------------------------------------------------------------- | ------------------------------------------------------------------- | ------------------------------------------------------------------- | ------------------------------------------------------------------- | ------------------------------------------------------------------- | ------------------------------------------------------------------- |
| 28-3-2023                                                           | Casablanca                                                          | Gambia                                                              | 1 – 0                                                               | Mali                                                                | Qual. Coppa d'Africa 2023                                           | -                                                                   | 73’                                                                 |
| Totale                                                              |                                                                     | Presenze                                                            | 1                                                                   |                                                                     | Reti                                                                | 0                                                                   |                                                                     |